# Christiane Torloni
Christiane Maria dos Santos Torloni (São Paulo, 18 de fevereiro de 1957) é uma atriz brasileira. Prolífica na dramaturgia brasileira desde a década de 1970, ela é particularmente conhecida por seus retratos de mulheres fortes e independentes na televisão e em peças de sucesso no teatro. Ela é vencedora de inúmeros prêmios, incluindo um APCA, dois Prêmios Qualidade Brasil e um Shell, além de ter recebido indicações para um Grande Otelo e três Troféus Imprensa.
Após estudar teatro no IBAM, Torloni começou sua carreira atuando na televisão. Sua estreia oficial ocorreu em um episódio do Caso Especial, da TV Globo, em 1975. Ela fez sua estreia em telenovelas em 1976 em Duas Vidas, também na TV Globo. Continuou fazendo outros papéis de destaque na televisão, chegando a ocupar o posto de protagonista título em Gina (1978) e destaques em Baila Comigo (1981), Louco Amor (1983) e Partido Alto (1984). Torloni teve seu primeiro grande sucesso popular em 1985 com a novela A Gata Comeu, no papel da irreverente Jô Penteado, e, no ano seguinte, foi reconhecida pela versatilidade ao encarnar a grande vilã de Selva de Pedra (1986), a obcecada Fernanda.
Concomitantemente, desenvolveu uma sólida carreira no teatro, sendo As Preciosas Ridículas, de Molière, seu primeiro destaque. Alcançou o sucesso da crítica em O Lobo de Ray-Ban (1988), Salomé (1997) e Joana D'arc (2000). Foi consagrada nos palcos ao receber o Prêmio Shell e o Prêmio Qualidade Brasil por sua aclamada interpretação em Master Class (2016), interpretando a cantoria lírica Maria Callas. Também dedicou-se ao cinema com um expressivo trabalho, sobretudo na década de 1980, estrelando sucessos como Rio Babilônia (1982), O Bom Burguês (1983), Águia na Cabeça (1984), Perfume de Gardênia (1992) e Chico Xavier (2011), que lhe valera a indicação ao Grande Otelo de Melhor Atriz.
De volta à televisão, foi responsável por encabeçar o elenco de duas expressivas produções da TV Manchete: Corpo Santo (1987) e Kananga do Japão (1989).  Ao longo de sua carreira, acumula três indicações ao tradicional Troféu Imprensa de Melhor Atriz, pela geniosa Diná em A Viagem (1994), as sósias de temperamentos opostos Vivi e Fernanda em Cara e Coroa (1995) e a memorável vilã perversa Tereza Cristina em Fina Estampa (2011). Em 2001, foi eleita a personalidade do ano na televisão pela revista IstoÉ por sua vilã cômica Laila em Um Anjo Caiu do Céu, que também lhe rendeu o aclamado Prêmio APCA de Melhor Atriz. Ademais, ela é reconhecida também por seus trabalhos de destaque em Mulheres Apaixonadas (2003) — na qual interpretou uma Helena de Manoel Carlos, América (2005), Caminho das Índias (2009), Alto Astral (2014) e Velho Chico (2016).

## Início da vida
Nascida São Paulo, em 18 de fevereiro de 1957, Christiane Maria dos Santos Torloni é um exemplo notável de talento artístico, herança que lhe foi transmitida por seus pais, Geraldo Matheus e Monah Delacy, fundadores do Teatro de Arena. É descendente de espanhóis, italianos e indígenas. Com padrinhos ilustres, como a renomada atriz Cacilda Becker e Alfredo Mesquita, fundador da Escola de Arte Dramática da Universidade de São Paulo (EAD/USP), sua trajetória está imersa em um ambiente cultural vibrante.
Christiane considera a experiência de ser filha de artistas uma verdadeira bênção. Em suas palavras, “Tive acesso ao belo antes de nascer. A mamãe atuou grávida até uns sete ou oito meses. As minhas primeiras babás eram as camareiras”. Para ela, o teatro não é apenas um espaço de trabalho, mas seu primeiro playground, um lugar que representa sua essência. Ali, ela foi amamentada, ninada e profundamente influenciada, encontrando inspiração em cada canto desse ambiente que se tornou seu refúgio e palco de reflexão.

## Carreira

### 1969—79: Primeiros trabalhos e críticas
O interesse de Christiane pela atuação surgiu ainda em sua infância. Aos seis anos, ela já brincava de encenar e, aos doze anos, ela interpretava uma princesa no Teatrinho Trol, da TV Tupi, que marca sua estreia na televisão. Antes de realizar os primeiros passos como atriz, ela pensou em seguir outras carreiras e chegou a fazer o vestibular para Sociologia, não concluindo o curso. Torloni ingressou em um curso de teatro dirigido por por Jaime Barcelos no IBAM. Foi incentivada por sua mãe a conversar com um grande amigo seu, o diretor Walter Avancini, para decidir-se sobre sua carreira. Avancini então a convidou para atuar no episódio "Indulto de Natal" do Caso Especial, da TV Globo. Em entrevistas, ela conta que o início foi difícil e chegou a pensar que jamais seria capaz de seguir a carreira de atriz.
Em 1976, fez sua estreia no teatro na peça Quem Casa Quer Casa e em telenovelas interpretando "Juliana" em Duas Vidas, trama realista de tragédia urbana escrita por Janete Clair, onde está no núcleo central da trama como irmã do protagonista "Vitor Amadeu", interpretado por Francisco Cuoco. Sua personagem é um estudante de medicina que trabalha no consultório de seu irmão, que é médico-cirurgião. A atriz fez par romântico com Stephan Nercessian, que interpretava "Maurício", e ela relata que, nas cenas de demosntração de afeto entre os personagens, ela tinha dificuldades por ainda ser muito inexperiente.
No ano seguinte integra, em um papel coadjuvante, o elenco da novela Sem Lenço, sem Documento (1977), escrita por Mário Prata, que tinha como protagonistas três mulheres nordestinas e empregadas domésticas. Interpretando a filha dos personagens de Jaime Barcelos e Marilu Bueno, ela era "Lívia Duran", uma jovem moderna que vive passando as noites em discotecas. Em 1978, aos 21 anos, recebe seu maior desafio do início da carreira, estrelar a telenovela Gina, escrita por Rubens Ewald Filho baseada no romance homônimo de Maria José Dupré. Ela recusou um papel em Dancin' Days para atuar na novela das seis, onde era a protagonista-título, uma jovem pobre e inteligente do subúrbio, que ao longo dos anos torna-se uma pintora famosa. A trama acompanha a personagem em três fases: aos 18 anos (em 1956), aos 20 (em 1958) e aos 40 (em 1978), desempenhadas inteiramente por Torloni, que precisou de caracterização forte para aparentar maior idade.
A novela Gina não foi um sucesso, a produção recebeu inúmeros ataques da crítica, em especial pela caracterização feita nos jovens atores para aparentarem mais velhos e a escolha dos atores - Torloni interpretou a mãe da personagem de Louise Cardoso, sua contemporânea em idade. Christiane teve sua atuação criticada por Helena Silveira, importante crítica da teledramaturgia à época, que a considerara razoável em suas interpretrações anteriores, mas péssima neste trabalho. Após este trabalho, fez um interrupção em sua carreira, alegando querer mais tempo para dedicar a si mesma e a ser mãe. Neste período, intensificou seu trabalho no teatro estrelando As Preciosas Ridículas, de Molière, com direção de Marília Pêra.

### 1980—86: Volta à televisão e ascensão
Em 1980, Torloni volta à televisão realizando participações especiais nos seriados Planeta dos Homens e Plantão de Polícia. Neste ano ainda, ela foi escalada para a novela das sete Chega Mais, trama de sátira urbana escrita por Carlos Eduardo Novaes, considera pela crítica como inovadora no humor refinado. Torloni desempenhou o papel da dondoca de personalidade forte "Cristina", filha mais velha da personagem "Léa", interpretada por Rosamaria Murtinho. Também em 1980, foi dirigida por John Herbert no filme de drama erótico Ariella, estrelado por Nicole Puzzi, dando vida à "Mercedes", uma jovem a qual a protagonista nutre sentimentos que a fazem repensar sua sexualidade.
O ano de 1981 marcou o retorno da atriz ao horário nobre em Baila Comigo, sua primeira parceria com o autor Manoel Carlos. Escalada para o núcleo principal da trama, ela interpretou a filha da protagonista "Helena", interpretada por Lília Lemmertz, chamada "Lia", uma menina batalhadora que trabalha em um laboratório de análises clínicas e, ao perder o emprego, lança-se como modelo. Foi dirigida por Bruno Barreto no filme O Beijo no Asfalto (1981), baseado na obra de Nelson Rodrigues, onde interpretou a esposa de um homem que sofre perseguição após uma notícia sensacionalista espalhar que ele beijou um homem na rua. Também aparece na obra de Walter Hugo Khouri no filme dramático Eros, o Deus do Amor, em 1981.
Em 1982, retorna aos palcos do teatro em As Lágrimas Amargas de Petra von Kant, uma superprodução de Celso Nunes, onde atuou ao lado de Fernanda Montenegro, Renata Sorrah e outros atores consagrados. Protagonizou o drama polical Rio Babilônia (1982), filme dirigido por Neville de Almeida, onde interpreta uma jornalista investigativa de um jornal que confronta um poderoso traficante durante sua chegada ao aeroporto do Rio de Janeiro com informações para levá-lo à cadeia. Fez ainda uma participação especial no drama colegial Das Tripas Coração, de Ana Carolina, no papel de uma professora. O ano de 1982 também foi marcado por sua interpretação na novela Elas por Elas, de Cassiano Gabus Mendes, como a jovem "Cláudia", uma moça bela e sensual e pouco inteligente, que divide quarto com "Marlene", papel de Mila Moreira, umas das sete protagonistas da novela que acompanha um grupo de amigas em um reencontro.
Volta às novelas em Louco Amor, de Gilberto Braga, em 1983, no papel de uma mulher carente e frustrada com a vida que tem, cheia de compromissos sociais com o marido empresário, interpretado por Carlos Eduardo Dolabella, com quem vive uma crise uma crise e tem um amante. Novamente integra o elenco de um drama policial no cinema em O Bom Burguês, de Oswaldo Caldeira, ao lado de José Wilker e Betty Faria, que fala sobre a luta armada no Brasil, inspirado livremente em personagem real. Posou nua para a revista Playboy em março de 1983 e novembro de 1984, tendo também antes posado também para a Status, em fevereiro de 1980.[carece de fontes?]
Em 1984, interpreta sua primeira vilã em telenovelas, a "Selma" de Partido Alto, trama centrada no subúrbio carioca com escola de sambas e guerra entre bicheiros, escrita por Aguinaldo Silva e Glória Perez. Sua personagem é uma mulher interesseira e obcecada por "Werner" (Kadu Moliterno), um rapaz rico. Contudo, acaba se envolvendo com "Sérgio" (Herson Capri) e torna-se parceira de seus crimes. No mesmo tempo em que esteve em Partido Alto, foi escalada para uma participação especial em Transas e Caretas, novela de Lauro César Muniz, e encena no espetáculo Tio Vânia, de Anton Tchekhov. Ao lado de Reginaldo Faria, protagonizou o filme de drama Aguenta Coração, dirigido e escrito pelo próprio ator, cuja trama acompanha três casais amigos têm suas vidas transformadas quando dois dos homens filmam acidentalmente um crime e são convidados para trabalhar na TV, e, enquanto lidam com a desilusão em relação à mídia, começam a se afastar e a enfrentar conflitos entre si.
Torloni atingiu o auge de sua carreia na década de 1980 ao protagonizar a emblemática novela A Gata Comeu (1985), de Ivani Ribeiro, no papel da anti-heroína "Jô Penteado". Na trama, sua personagem é uma mulher rica, mimada e sonâmbula. Ela não consegue encontrar seu amor, tendo ficado noiva sete vezes. Mas tudo muda ao conhecer o viúvo "Fábio", personagem de Nuno Leal Maia, que, de início, se odeiam por causa dos temperamentos opostos, mas acabam se apaixonando. A grande repercussão de sua personagem em A Gata Comeu lhe rendeu o convite para ser a antagonista principal do remake Selva de Pedra, em 1986, obra de Janete Clair. Sua personagem, a obcecada "Fernanda", sobressaiu-se na trama e se tornou o principal destaque da novela que tinha ainda Tony Ramos e Fernanda Torres como protagonistas.

### 1987—93: Período na TV Manchete e uma tragédia familiar
Em seu auge na TV Globo, em 1987, rompeu contrato com a emissora e foi contratada pela TV Manchete para protagonizar a novela Corpo Santo, novela vencedora do Troféu APCA, considerada como uma "produção cult", cuja proposta era fazer uma “novela reportagem”, focando nos personagens com realismo, mas sem esquecer a mágica da ficção. Torloni interpretava a protagonista "Simone Reski", uma viúva que está mudando-se do subúrbio para o centro após a morte do marido e acaba-se envolvendo com um poderoso da máfia de contrabandistas de vídeos e de produção de filmes pornográficos sem saber. Durante a produção da novela, Christiane teve desentendimentos com a equipe, levando à decisão de matar sua personagem, a protagonista original, que foi assassinada. Torloni negou inicialmente ter pedido para sair da novela, mas mais tarde revelou que estava insatisfeita com as condições de trabalho e o desenvolvimento de sua personagem, o que a levou a abandonar o projeto.
Em 1988, vive um de seus grandes momentos nos palcos ao lado de Raul Cortez no espetáculo O Lobo de Ray-Ban, iniciando sua paceria com o diretor José Possi Neto em uma série de espetáculos em que buscava a expressividade corporal. Em 1989, ainda na TV Manchete, protagoniza a novela Kananga do Japão, um sucesso de audiência escrito por Wilson Aguiar Filho, que era ambientada nos anos 1930 e tinha como pano de fundo central a casa noturna chamada Kananga do Japão. Na obra, ela interpreta a protagonista "Dora", uma moça pertencente a uma família tradicional que faliu com a quebra da bolsa de Nova York, em 1929. Ela assume as rédeas da sua família após o suicídio do pai e vai morar em uma pensão com a mãe e as irmãs. Ela incia seu trabalho na casa noturna, onde logo se torna a estrela principal da pista de dança, mas abandona tudo para casar-se com um homem rico por mera conivência.
Retomou seu contrato com a TV Globo em 1990 para estrelar a novela Araponga, ao lado de Tarcísio Meira. A novela, criada por Dias Gomes e exibida às 21:30, foi lançada em ritmo de seriado, com o slogan “Um jeito novo de fazer novela”, e tinha sua trama focada em um detetive atrapalhado. Torloni interpretou a jornalista ativista "Magali Santana", que passa por uma crise no casamento e envolve-se com o protagonista.
No início da década de 1990, Christiane Torloni, já de volta à Globo, enfrentou uma tragédia pessoal ao perder um dos seus filhos gêmeos, Guilherme, em um acidente de carro em que dirigia. Essa dor a levou a se mudar para Portugal por três anos, levando consigo seu outro filho, Leonardo. Durante esse tempo, a Globo iniciou uma parceria com a televisão portuguesa (SIC), e Christiane começou a retomar suas atividades profissionais, apresentando um programa de cinema. Ela assistia a filmes, fazia comentários e resenhas. Além disso, contribuiu com o desenvolvimento de novos seriados, oferecendo coaching a atores com o desejo de dirigir. Christiane acreditava que, para um ator se expor, o diretor precisava ser um agente de confiança, capaz de proporcionar segurança. No entanto, ela sentia que lhe faltavam paciência e compaixão para assumir essa função.
Sua volta ao Brasil ocorreu com a minissérie As Noivas de Copacabana em 1992, mas ela sentia que ainda não estava pronta, afirmando que se sentia desfigurada. Na trama, que tinha como protagonista Miguel Falabella no papel de um assassino em série, ela interpretou a socialite "Kátia", a quinta vítima do serial killer. Foi também em 1992 que ela retornou aos cinemas como protagonista do filme de drama Perfume de Gardênia, dirigido por Guilherme de Almeida Prado, onde interpreta uma dona de casa que, por acaso, torna-se estrela de cinema, abandonando a família e sendo proibida de ver seu filho, reencontrando-o anos depois já em um período de decadência na carreira. Em Portugal, estrela o espetáculo 10 Elevado a Menos 43 - Êxtase, com a direção de seu parceiro de palco José Possi Neto.

### 1994—02: Retorno de sucesso à teledramaturgia brasileira
Em 1994, Christiane Torloni retornou de fato ao Brasil protagonizando A Viagem, um grande sucesso de sua carreira. Ela interpretou Diná, uma mulher forte e charmosa que enfrenta ciúmes em relação ao marido, Téo, interpretado por Maurício Mattar. Após a morte de seu filho, a atriz só aceitou o papel sob a promessa de Wolf Maya que ela faria um papel de comédia, mas foi fundamental em uma trama espírita. O público se identificou com Diná, vendo seus ciúmes como uma proteção ao matrimônio. A personagem Lisa, de Andréa Beltrão, admirada por sua determinação, ajudou a equilibrar as relações, incluindo o romance entre Téo e Lisa e o envolvimento de Diná com Otávio (Antônio Fagundes). A novela também explorou laços familiares, destacando a forte conexão entre Diná e sua irmã Estela, papel de Lucinha Lins.
No ano seguinte, estrela mais um sucesso no horário das sete, dessa vez vivendo as sósias "Vivi" e "Fernanda", idênticas fisicamente, mas de temperamentos opostos, em Cara & Coroa, de Antônio Calmon. Na trama, a primeira é uma jovem que acaba presa injustamente. A segunda uma mulher rica, com problemas familiares e muitos amores. Após alguns acontecimentos, Fernanda acaba sendo presa pelo assassinato de um homem ao descobrir uma traição de seu namorado. Na prisão, ela conhece Vivi. Ao descobrir que o homem que ama casou-se com a amante, ela tem um derrame e entra em coma. Sabendo do ocorrido, Vivi é coagida pelos vilões da trama a assumir a identidade de Fernanda com ganas de tomar posse do dinheiro da presa.
Em 1997, aparece no episódio "As Mulheres Preferem os Loiros" do sitcom Sai de Baixo, voltando a contracenar com Miguel Falabella após a parceria em Cara & Coroa. No mesmo ano, retornou aos palcos para interpretar em Salomé, um papel que a interessava há mais de cinco anos. A montagem é uma releitura da peça de Oscar Wilde, escrita originalmente para a atriz Sarah Bernhardt, e aborda a história de Salomé, que se apaixona por João Batista, mas é rejeitada. Em um ato de desespero, ela dança para Herodes e pede a cabeça de João Batista. Torloni destaca que a peça explora temas de obsessão e paixões intensas, refletindo tanto a ancestralidade quanto a contemporaneidade da personagem. O elenco inclui Luis Melo como Herodes e Cláudia Schapira como Herodias.
Outro desafio para Christiane foi o papel da estilista "Rafaela" na novela Torre de Babel (1998), de Sílvio de Abreu, onde formou um par romântico com Silvia Pfeifer, que interpretava "Leila". A atriz recorda o preconceito enfrentado pelo casal de lésbicas na trama, destacando que, enquanto personagens homossexuais masculinos podem ser representados com afetação, a representação de mulheres nesse contexto é mais delicada, pois toca em questões relacionadas à maternidade, uma instituição profundamente respeitada no Brasil. A repercussão polêmica da releção de suas personagens acabou fazendo com que o autor optasse por matar as personagens durante a explosão do shopping. Em seguida, Torloni limitou suas aparições em televisão fazendo apenas algumas aparições em seriados, como em Mulher (1998), Você Decide (1999) e O Belo e as Feras (1999).[carece de fontes?]
Em 2001, interpreta Joana d'Arc na peça de teatro homônima. O espetáculo é inspirado em The Second Coming of Joan of Arc, de Carolyn Cage. A peça traz uma nova perspectiva sobre Joana D'Arc, desconstruindo suas imagens tradicionais e revelando a mulher por trás do mito como símbolo de luta feminina. A atriz, presa em uma gaiola, interage com quatro bailarinos, misturando elementos modernos como motos e tecnologia. A obra também aborda temas como preconceito e homossexualidade, ressoando especialmente com o público jovem, que se identifica com a determinação de Joana em desafiar normas e mudar a história.
No mesmo ano, volta às novelas em Um Anjo Caiu do Céu, trama do horário das sete escrita por Antônio Calmon, que lhe rendera muitos elogios e o prêmio de Melhor Atriz de Televisão pela Associação Paulista de Críticos de Arte. A atriz se destacou na pele da cômica vilã "Laila de Montaltino". Para desenvolver a personagem, o autor e a atriz se inspiraram nas interpretações de Sigourney Weaver em Tempestade de Gelo (1997, de Ang Lee) e de Anne Bancroft em A Primeira Noite de um Homem (1967, de Mike Nichols). Na trama, ela é uma perua fútil e deslumbrada, dona de uma faculdade de moda. Irmã de Naná, personagem de Renata Sorrah, de quem sente inveja e disputa o amor de João, papel de Tarcísio Meira.

### 2003—09: Helena de Manoel Carlos emMulheres Apaixonadas

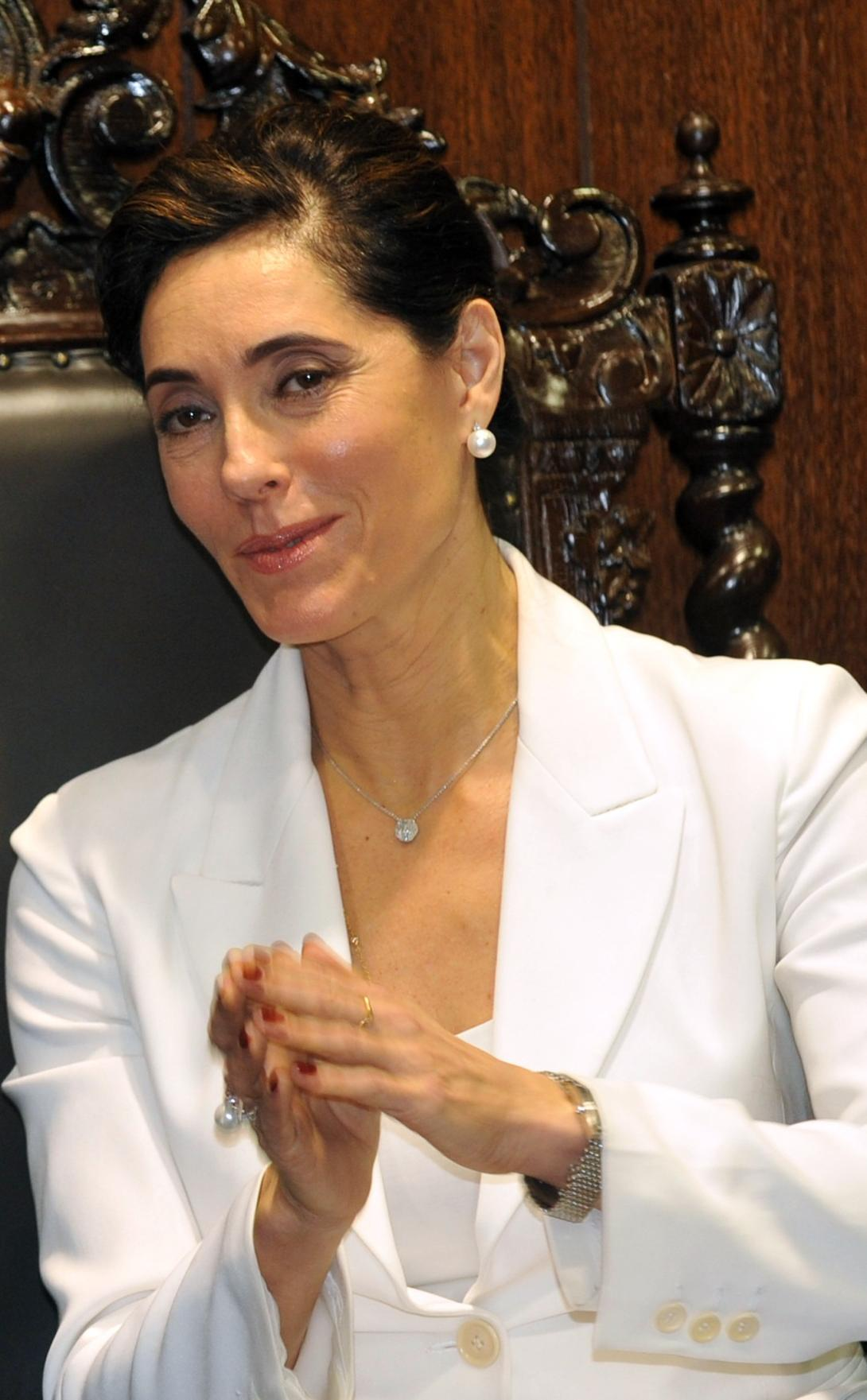
Torloni em 2007.

Em 2003, entra para um seleto grupo de atrizes interpretando a sexta Helena de Manoel Carlos, a protagonista do grande sucesso do horário nobre Mulheres Apaixonadas. Na trama, ela deu vida a uma professora de história e diretora de um colégio de renome, que, apesar de ser muito segura e confiante, enfrenta um período de incertezas em seu casamento com Téo (Tony Ramos), principalmente ao reencontrar um amor do passado, César (José Mayer). No mesmo ano, apareceu como ela mesma em uma participação especial na novela Celebridade, de Gilberto Braga, que contava com aparições de celebridades recorrente.
Em 2004, encarna a Virgem Maria no espetáculo religioso Paixão de Cristo: O Auto de Deus. Em 2005, vive mais um grande momento na teledramaturgia no papel de Haydée em América, novela de Glória Perez que, apesar do massacre da crítica e da mídia, foi um sucesso popular. Na trama, ela se destacou na pele de uma mulher elegante que acredita na solidez de seu casamento, mas não percebe o desgate de seu casamento com Glauco, interpretado por Edson Celulari. A personagem se destacou ao tratar de uma mulher cleptomaníaca, que sofre em silêncio e não consegue mais disfarçar sua compulsão, e ela foi eleita Melhor Atriz de Novela no Melhores do Ano.
Em comemoração aos seus 30 anos de carreira, apresentou-se no teatro com o monólogo Mulheres por um Fio, em 2005, sob a direção de seu amigo José Possi Neto. Ela interpreta, em três peças distintas, personagens de épocas diferentes que se conectam apenas pelo telefone, símbolo de suas relações amorosas. Em "A Voz Humana", de Jean Cocteau, ela vive uma mulher trágica dos anos 30; em "Um Telefonema", de Dorothy Parker, encarna uma sexy loira hollywoodiana dos anos 50, esperando ansiosamente por um príncipe encantado. Por fim, em "Pour Elise" ou "Uma Mulher de Seu Tempo", de Miguel Falabella, Torloni representa uma mulher moderna, brasileira, na casa dos 40, lidando com os desafios do divórcio, maternidade e relacionamentos em meio ao caos de seus três celulares. Juntas, essas personagens refletem a complexidade da mulher contemporânea.
Um dos trabalhos mais significativos pessoalmente para a atriz foi na minissérie Amazônia, De Galvez a Chico Mendes (2007), criada por Glória Perez, onde atuou ao lado de Victor Fasano e Juca de Oliveira, com gravações realizadas no Acre. Impressionados com a realidade que presenciaram, os atores iniciaram uma campanha de preservação da Amazônia e lançaram um manifesto no dia da estreia da minissérie, que arrecadou mais de 1 milhão de assinaturas, iniciando o Movimento Amazônia para Sempre. Eles ficaram profundamente tocados ao ver a devastação ao longo do caminho para as gravações, levando-os a refletir sobre a urgência de agir diante de uma situação que poderia impactar o futuro do planeta. A indignação que sentiram os motivou a se tornar agentes de mudança.
Em 2007, ainda, volta aos cinemas no drama Onde Andará Dulce Veiga?, de Guilherme de Almeida Prado, no papel de Layla Van, estrelado por Maitê Proença. Em 2008, é escalada para a novela Beleza Pura, onde ela interpreta a esteticista "Sônia", mãe da protagonista Joana, interpretada por Regiane Alves, a abandonando na infância. Ela é dada como morta no acidente de avião que acontece na trama, mas reaparece na trama para a surpresa de sua filha que sonha em reencontrá-la.
Torloni ganhou notoriedade no teatro na década de 1980 com O Lobo de Ray-Ban, ao lado de Raul Cortez, que explora um triângulo amoroso entre um renomado ator, sua ex-mulher e seu jovem amante. Duas décadas depois, em 2009, ela assume o papel principal em uma versão feminina da peça, A Loba de Ray-Ban, encenado sob a direção de José Possi Neto, elevando a personagem Júlia Ferraz de ex-esposa a protagonista. Após ser abandonada por Paulo (Leonardo Franco), Júlia se apaixona pela atriz iniciante Fernanda (Maria Maya).
Em 2009, volta a se destacar em uma obra de Glória Perez atuando na novela Caminho das Índias, novela vencedora do Emmy Internacional, onde ela deu vida à elitista, fútil e afetada Melissa Cadore. Casada com empresário Ramiro (Humberto Martins), ela sempre posa em revistas para mostrar ter uma família perfeita. Na verdade, ela é ciumenta e possessiva, e enfrenta problemas com o filho esquizofrênico Tarso (Bruno Gagliasso) e a filha rebelde Inês (Maria Maya).

### 2010—presente:Fina Estampae trabalhos recentes
Em 2010, entra para o elenco de Ti Ti Ti como Rebeca Bianchi, uma mulher elegante que fica viúva no início da trama e, após a morte do marido, decide se dedicar ao trabalho comandando a fábrica de confecções da família. Ainda em 2010, atua na cinebiografia Chico Xavier, estrelada por Nelson Xavier e dirigida por Daniel Filho. No filme, que lhe rendeu indicação ao Grande Otelo de Melhor Atriz pela Academia Brasileira de Cinema, a atriz teve um reencontro com a tragédia de sua vida. Sua personagem, Glória, é uma mulher que enfrenta a dor de ter perdido um filho, que recebe um tiro acidental de um amigo. Ela conta que não foi preciso compor a personagem, que sentiu ela mesma.
Em 2011, vive mais um grande ponto alto de sua carreira com a personagem Tereza Cristina em Fina Estampa, de Aguinaldo Silva, sendo a grande vilã da trama. A atriz mais uma vez repetiu o perfil de personagem fútil, perua e elitista, mas dessa vez com toques perversos de vilania. Tereza Cristina é uma mulher preocupada em manter o status social da família e gastar dinheiro. Ela é casada com René (Dalton Vigh) e não vive sem seu mordomo Crodoaldo (Marcelo Serrado), fazendo-o de capacho. Ela é a principal rival da protagonista Griselda, interpretada por Lília Cabral, e inferniza sua vida quando esta vai morar em seu condomínio após ganhar na loteria. Apesar das críticas negativas à produção, tornou-se um sucesso popular e é um dos trabalhos mais lembrados da atriz, que brilhou na performance da antagonista.

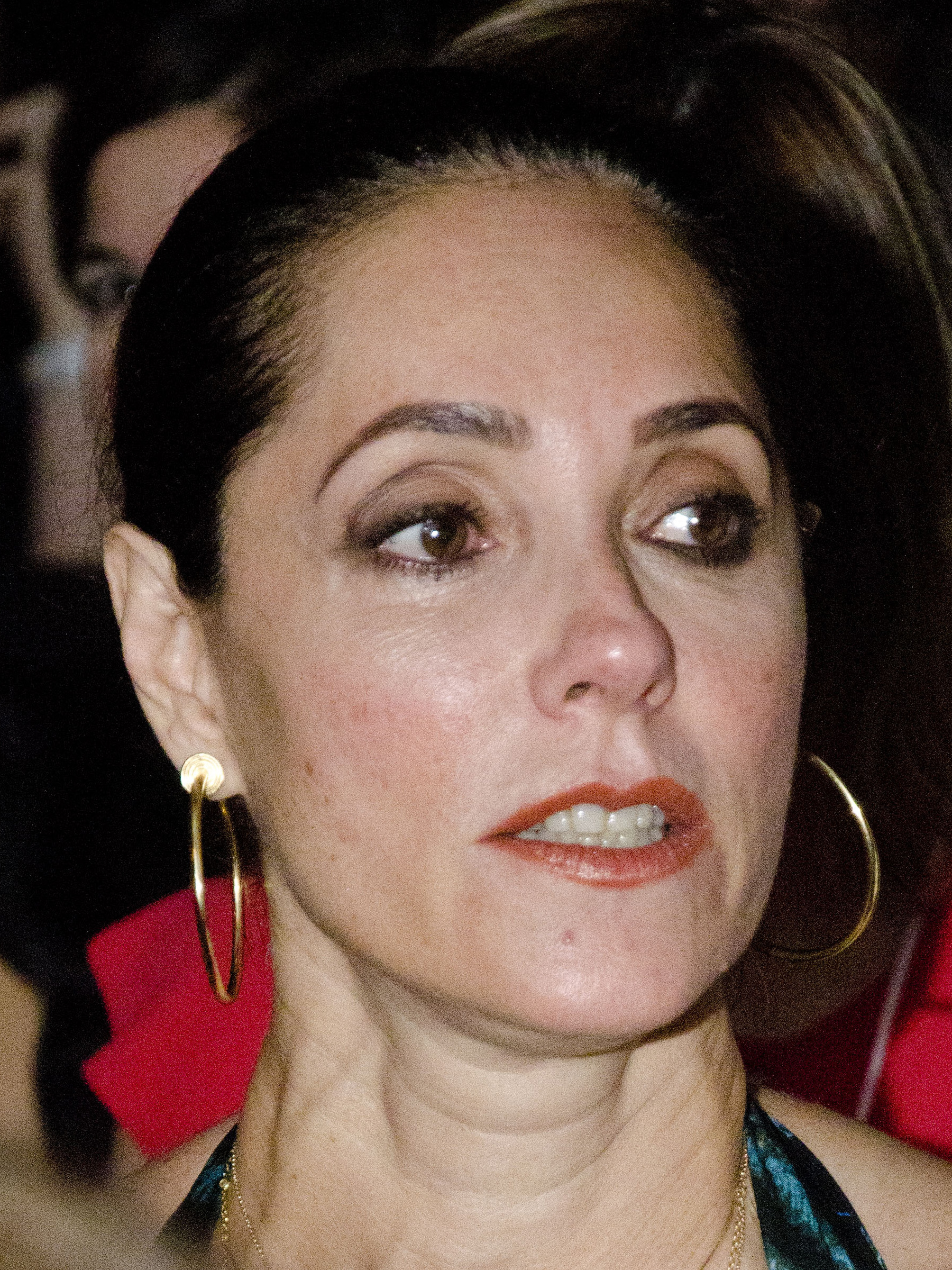
Torloni durante a 8.ª edição da Festa Literária Internacional de Pernambuco (2012)

Em 2012, é dirigida por Márcio Garcia em uma participação no filme Open Road, uma coprodução entre Brasil e Estados Unidos, protagonizado por Camilla Belle como uma menina que, com o convívio desgastado com a mãe (papel de Tornoloni), decide viajar para a Califórnia passar um tempo. Volta aos palcos em Meu Corpo É Teu Texto, mais uma direção de José Possi Neto. No palco, a atriz interpreta uma Deusa que, por meio da dança, convoca os homens a despertarem para seus sonhos durante uma noite em um jardim ancestral, onde a poesia flui livremente pelos corpos dos bailarinos.
Dois anos mais tarde, é convidada para o elenco da novela Alto Astral, em 2014, para o núcleo central da trama. Ela interpreta a milionária Maria Inês Bittencourt, dona de um hospital. No passado, ela adotou dois meninos: o protagonista Caíque, interpretado por Sérgio Guizé, e o grande vilão Marcos, personagem de Thiago Lacerda. Ela formou um triângulo amoroso com os personagens de Edson Celulari, que interpreta um homem estressado com o casamento e apaixonado por Inês, e de Sílvia Pfeifer, que interpreta uma mulher manipuladora que finge sofrer de uma doença grave para que o marido não a deixe por Maria Inês. A novela, que começou despretensiosa, tornou-se um sucesso no horário das sete e Torloni foi um dos destaques.
Em 2016, volta às telas em Velho Chico, novela do horário nobre escrita por Benedito Ruy Barbosa, onde faz par romântico com Antônio Fagundes. Na trama, interpreta Iolanda, uma mulher que foi cantora no passado e amante de Afrânio, personagem de Fagundes. Na segunda fase, ela é casada com Afrânio mas ainda sofre com os desmandos da sogra, Encarnação (Selma Egrei), que a detesta. Ela apareceu numa participação especial no programa Tá no Ar: a TV na TV, em um quadro que homenageou as Helenas de Manoel Carlos ao lado de Maitê Proença, Regina Duarte, Vera Fischer, Taís Araújo e Júlia Lemmertz.
Nos palcos, entre 2016 e 2019, é aclamada por sua atuação na peça Master Class, adaptação brasileira de um dos mais aclamados espetáculos da Broadway. Premiada com o Prêmio Qualidade Brasil e Prêmio Shell como melhor atriz de teatro, ela viveu um grande momento de sua carreia como Maria Callas, uma diva do canto lírico, focando nos dilemas pessoais dela. Em 2018, integra o elenco da novela O Tempo Não Para, no horário das sete, como a forte e independente Carmem. Ela cria o filho sozinha desde que o marido a abandonou e é sócia de uma empresa de pesquisa científica.

## Vida pessoal

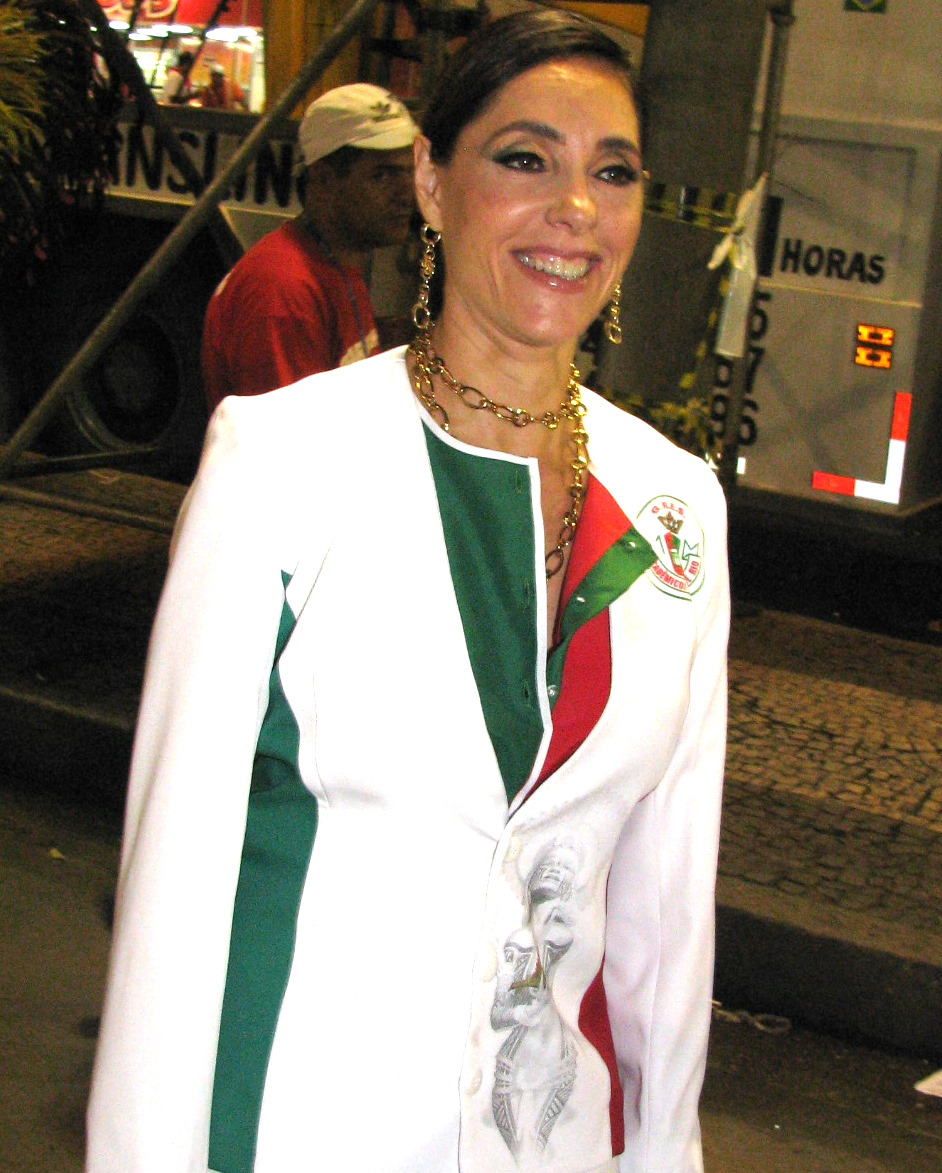
Torloni em desfile de escola de samba no Carnaval de 2008.

#### Relacionamentos
De 1977 a 1980 foi casada com o diretor Dennis Carvalho. Juntos, tiveram os gêmeos idênticos Leonardo Carvalho e Guilherme, que nasceram em 15 de maio de 1979, de cesárea no Rio de Janeiro. Em março de 1980 o casal divorciou-se devido a divergências conjugais. Em 1991, após a morte do filho Guilherme, teve depressão e decidiu se mudar para Portugal com seu filho Leonardo. No país investiu em sua carreira realizando diversos cursos de dramaturgia, e também fez psicoterapia para tentar lidar com sua terrível perda. Ela só retornou ao Brasil em 1994.
De 1981 a 1986 namorou, se casou oficialmente e se divorciou do psicanalista Eduardo Mascarenhas. De 1987 a 1991 morou com o artista plástico Luiz Pizarro. Em 1995 iniciou seu quarto relacionamento sério, dessa vez com o diretor Ignácio Coqueiro. Em dezembro de 2010 a união conjugal terminou. Não assumiu mais nenhum relacionamento sério para a imprensa, e eventualmente é vista acompanhada de homens anônimos e famosos.
Em agosto de 2017 nasceu seu neto, Lucca Bongiolo Torloni Carvalho, fruto do casamento de Leonardo com a atriz Keruse Bongiolo.

#### Ativismo político
La Torloni, como por vezes é chamada, sempre foi uma artista muito engajada, com participações históricas em eventos como as Diretas Já, a luta pela democracia e o fim do Regime Militar; já fez duras críticas ao ex-presidente Lula, declarando-se contra a reeleição no poder executivo.
A atriz se engaja em várias causas sociais e ambientais, das quais conduz pessoalmente. Dentre as causas de relevância, estão o abaixo assinado, divulgado no site  amazoniaparasempre.com.br, para a preservação da Amazônia brasileira, que levou ao Congresso Nacional mais de um milhão de assinaturas; bem como a campanha bemquerermulher.com.br que visa o fim da violência contra a mulher na sociedade brasileira.
Torloni também luta por outras causas relacionadas ao meio ambiente em geral, em busca da preservação dos habitats de animais e do fim do desmatamento, assim como causas do meio social, como o apoio a pessoas carentes. Criticou duramente o governo Bolsonaro, principalmente pelas medidas que aprovavam o desmonte das reservas da Amazônia e as ameaças à democracia.
Em 2011, concedendo uma entrevista durante o Rock in Rio para a televisão, lançou a expressão "Hoje é dia de rock, bebê!" que acabou entrando para a história do festival. Na edição seguinte do Rock in Rio em 2013, a frase, que havia virado meme nas redes sociais, virou uma camiseta oficial do evento e chegou a ser incorporada pela atriz em uma cena da novela Alto Astral.

#### Morte do filho
Em 1991, uma tragédia abalou a vida de Christiane, quando seu filho Guilherme faleceu aos 12 anos, em um acidente de carro. A atriz estava manobrando uma caminhonete na garagem de casa, quando o carro perdeu o controle e, de ré, caiu de uma altura de 4,5 metros. No acidente, o menino sofreu traumatismo craniano e acabou morrendo.
Christiane fala constantemente sobre o acidente e em final de 2020, durante o CCXP Worlds, um evento de cultura pop, declarou: “Fui mãe de gêmeos e isso me fez conviver de maneira especial com as diferenças. Eles eram irmãos idênticos e brincavam de um se fazer passar pelo outro desde pequenos. Era o olhar que me dizia quem era quem. A alma é única. Não existem duas pessoas no mundo com a mesma alma”.
Em janeiro de 2021, durante as homenagens às vitimas do incêndio da Boate Kiss, ela falou ao jornal que o luto não terminaria nunca.

## Teatro
| Ano       | Título                                          | Papel            |
| --------- | ----------------------------------------------- | ---------------- |
| 1976      | Quem Casa quer Casa                             | [ 64 ]           |
| 1979      | As Preciosas ridículas                          | Christonia       |
| 1980      | Bodas de Papel                                  | Tetê             |
| 1981      | As Lágrimas Amargas de Petra von Kant           | Karin            |
| 1984      | Tio Vânia                                       | Helena           |
| 1988      | O Lobo de Rayban                                | Júlia Ferraz     |
| 1989      | Orlando                                         | Várias           |
| 1993      | 10 Elevado a menos 43 - Extasis                 | Mal' ak          |
| 1994      | Hamlet                                          | Gertrudes        |
| 1997      | Salomé                                          | Salomé           |
| 2000      | Joana Dark - A revolta                          | Joana D'arc      |
| 2002      | Blue Room                                       | Várias           |
| 2004      | Paixão de Cristo: O Auto de Deus                | Virgem Maria     |
| 2005      | Mulheres por um Fio                             | Elise            |
| 2009—2010 | A Loba de Ray-Ban                               | Júlia Ferraz     |
| 2012      | Teu Corpo é Meu Texto                           | Saravasti        |
| 2015—2019 | Master Class                                    | Maria Callas     |
| 2022      | De Pés descalços, um requiém à Marilene Ansaldi | Marilene Ansaldi |
| 2024      | Dois de Nós                                     | Maria Helena     |

## Filmografia

### Televisão
| Ano  | Título                             | Papel                                    | Nota                                             |
| ---- | ---------------------------------- | ---------------------------------------- | ------------------------------------------------ |
| 1969 | Teatrinho Trol                     | Princesa                                 |                                                  |
| 1975 | Caso Especial                      | Carcereira                               | Episódio: "Indulto de Natal"                     |
| 1976 | Duas Vidas                         | Juliana                                  |                                                  |
| 1977 | Globo de Ouro                      | Apresentadora                            |                                                  |
| 1977 | Sem Lenço, sem Documento           | Lívia Duran                              |                                                  |
| 1978 | Gina                               | Gina                                     |                                                  |
| 1979 | Malu Mulher                        | Sandra                                   | Episódio: "Com Unhas e Dentes"                   |
| 1980 | Planeta dos Homens                 | Ela mesma / Cliente do Restaurante       | Participação especial                            |
| 1980 | Plantão de Polícia                 |                                          | Episódio: "O Caso Serginho"                      |
| 1980 | Chega Mais                         | Cristina Fonseca                         |                                                  |
| 1981 | Baila Comigo                       | Lia Seixas Miranda                       |                                                  |
| 1981 | Amizade Colorida                   | Patrícia                                 | Episódio: "Vertigem de Alturas"                  |
| 1981 | Caso Especial                      | Eugênia                                  | Episódio: "Os Amores de Castro Alves"            |
| 1982 | Elas por Elas                      | Cláudia                                  |                                                  |
| 1983 | Louco Amor                         | Lúcia                                    |                                                  |
| 1983 | Aplauso                            | Apresentadora                            |                                                  |
| 1984 | Partido Alto                       | Selma                                    |                                                  |
| 1984 | Transas e Caretas                  | Catarina                                 |                                                  |
| 1985 | A Gata Comeu                       | Joana Penteado (Jô)                      |                                                  |
| 1986 | Selva de Pedra                     | Fernanda Arruda Campos                   |                                                  |
| 1986 | Armação Ilimitada                  | Henna Zen                                | Episódio: "Contatos Imediatos do 4º Grau"        |
| 1987 | Corpo Santo                        | Simone Reski                             |                                                  |
| 1989 | Kananga do Japão                   | Dora Ferreira                            |                                                  |
| 1990 | Araponga                           | Magali Santana                           |                                                  |
| 1991 | O Bispo do Rosário                 | Rosângela Maria                          |                                                  |
| 1992 | As Noivas de Copacabana            | Kátia de Sá Montese                      |                                                  |
| 1994 | A Viagem                           | Diná Toledo Dias                         |                                                  |
| 1995 | Cara & Coroa                       | Fernanda Gusmão Santoro                  |                                                  |
| 1995 | Cara & Coroa                       | Vitória Figueiredo (Vivi)                |                                                  |
| 1997 | Sai de Baixo                       | Stefânia de Monserrat                    | Episódio: "As Mulheres Preferem os Loiros"       |
| 1998 | Torre de Babel                     | Rafaela Katz / Neusa Maria da Silva      | Episódios: "25 de maio–15 de julho"              |
| 1998 | Mulher                             | Sulamita                                 | Episódio: "De Braços Abertos"                    |
| 1999 | Mulher                             | Carmem                                   | Episódio: "Anjos e Demônios"                     |
| 1999 | Você Decide                        | Luísa                                    | Episódio: "Profissão: Viúva"                     |
| 1999 | Você Decide                        | Amélia                                   | Episódio: "Amélia Que Era Uma Mulher de Verdade" |
| 1999 | O Belo e as Feras                  | Cida                                     | Episódio: "Um é Pouco, Duas... é Demais"         |
| 2001 | Um Anjo Caiu do Céu                | Laila de Montaltino                      |                                                  |
| 2001 | Os Normais                         | Natasha                                  | Episódio: "Um Pouco de Cultura é Normal"         |
| 2002 | Os Normais                         | Sheila                                   | Episódio: "Umas Loucuras Normais"                |
| 2003 | Mulheres Apaixonadas               | Helena Moraes Ribeiro Alves              |                                                  |
| 2003 | Celebridade                        | Ela mesma                                | Episódio: "26 de abril"                          |
| 2005 | América                            | Haydée Pamplona Lopes Prado              |                                                  |
| 2007 | Amazônia, de Galvez a Chico Mendes | Maria Alonso                             |                                                  |
| 2008 | Dança dos Famosos                  | Participante / Vencedora                 | Temporada 5                                      |
| 2008 | Beleza Pura                        | Sônia Amarante / Estela Fonseca          |                                                  |
| 2009 | Caminho das Índias                 | Melissa Cadore                           |                                                  |
| 2010 | Ti Ti Ti                           | Rebeca Bianchi                           |                                                  |
| 2011 | Fina Estampa                       | Tereza Cristina Buarque Siqueira Velmont |                                                  |
| 2014 | Alto Astral                        | Maria Inês Pereira Bittencourt           |                                                  |
| 2016 | Tá no Ar: a TV na TV               | Helena Moraes Ribeiro Alves              | Episódio: "5 de abril"                           |
| 2016 | Velho Chico                        | Iolanda de Sá Ribeiro                    |                                                  |
| 2018 | O Tempo Não Para                   | Carmen Tercena                           |                                                  |
| 2021 | Super Dança dos Famosos            | Participante (10° lugar)                 | Temporada 18                                     |
| 2023 | Vai na Fé                          | Ela mesma                                | Episódio: "10 de março" Episódio: "13 de abril"  |

### Cinema
| Ano  | Título                                | Papel          | Notas          |
| ---- | ------------------------------------- | -------------- | -------------- |
| 1978 | Encarnação                            | Julieta        |                |
| 1980 | Ariella                               | Mercedes       |                |
| 1981 | O Beijo no Asfalto                    | Selminha       |                |
| 1981 | Eros, o Deus do Amor                  | Ana            |                |
| 1982 | Rio Babilônia                         | Vera Moreira   |                |
| 1982 | Das Tripas Coração                    | Professora     |                |
| 1983 | O Bom Burguês                         | Joana          |                |
| 1984 | Aguenta, Coração                      | Maria          |                |
| 1984 | Águia na Cabeça                       | Rose           |                |
| 1987 | Besame Mucho                          | Dina           |                |
| 1987 | Eu                                    | Beatriz        |                |
| 1993 | Perfume de Gardênia                   | Adalgisa Diniz |                |
| 1995 | Cinema de Lágrimas                    | Mãe do Rodrigo |                |
| 2001 | Ismael e Adalgisa                     | Adalgisa Nery  | Curta-metragem |
| 2007 | Onde Andará Dulce Veiga?              | Layla Van      |                |
| 2010 | Chico Xavier                          | Glória         |                |
| 2012 | Open Road                             | Glória         |                |
| 2019 | Amazônia - O Despartar da Florestania | Ela mesma      | Documentário   |

## Prêmios e indicações
| Ano  | Festival                                                | Categoria                                      | Trabalho                       | Resultado | Ref.                |
| ---- | ------------------------------------------------------- | ---------------------------------------------- | ------------------------------ | --------- | ------------------- |
| 1994 | Troféu Imprensa                                         | Melhor Atriz                                   | A Viagem                       | Indicado  |                     |
| 1994 | Melhores do Ano - Revista Contigo!                      | Melhor Atriz                                   | A Viagem                       | Venceu    | [ 84 ]              |
| 1994 | Melhores do Ano - Revista Contigo!                      | Melhor Par Romântico (com Antônio Fagundes)    | A Viagem                       | Venceu    | [ 84 ]              |
| 1995 | Prêmio Contigo! de TV                                   | Melhor Atriz de Novela                         | Cara & Coroa                   | Venceu    |                     |
| 1995 | Troféu Imprensa                                         | Melhor Atriz                                   | Cara & Coroa                   | Indicado  |                     |
| 2001 | Prêmio APCA de Televisão                                | Melhor Atriz — Televisão                       | Um Anjo Caiu do Céu            | Venceu    |                     |
| 2001 | Personalidade do Ano - Isto É Gente                     | Televisão                                      | Um Anjo Caiu do Céu            | Venceu    |                     |
| 2001 | Prêmio Qualidade Brasil                                 | Televisão: Melhor Atriz — RJ                   | Um Anjo Caiu do Céu            | Indicado  | [ 85 ]              |
| 2001 | Prêmio Qualidade Brasil                                 | Televisão: Melhor Atriz — SP                   | Um Anjo Caiu do Céu            | Indicado  | [ 85 ]              |
| 2003 | Prêmio Contigo! de TV                                   | Melhor Atriz de Novela                         | Mulheres Apaixonadas           | Indicado  |                     |
| 2003 | Melhores do Ano                                         | Melhor Atriz de Novela                         | Mulheres Apaixonadas           | Indicado  |                     |
| 2003 | Prêmio Qualidade Brasil                                 | Televisão: Melhor Atriz — RJ                   | Mulheres Apaixonadas           | Indicado  |                     |
| 2003 | Prêmio Leão de Ouro                                     | Melhor Atriz                                   | Mulheres Apaixonadas           | Indicado  |                     |
| 2005 | Melhores do Ano                                         | Melhor Atriz de Novela                         | América                        | Venceu    |                     |
| 2005 | Prêmio Revista Minha Novela                             | Atriz do Ano                                   | América                        | Venceu    | [ 86 ]              |
| 2006 | Prêmio Contigo! de TV                                   | Melhor Atriz de Novela                         | América                        | Indicado  |                     |
| 2006 | Fantasporto - Festival Internacional de Cinema do Porto | Homenagem Especial (conjunto da obra)          | —                              | Venceu    | [ 87 ]              |
| 2008 | Troféu Super Cap de Ouro                                | Melhor Atriz                                   | Beleza Pura                    | Venceu    |                     |
| 2008 | Festival de Cinema e TV de Natal                        | Melhor Atriz de Televisão                      | Beleza Pura                    | Indicado  |                     |
| 2009 | Troféu Super Cap de Ouro                                | Melhor Atriz                                   | Caminho das Índias             | Venceu    | [ 88 ]              |
| 2009 | Troféu Super Cap de Ouro                                | Melhor Ambientalista                           | Movimento Amazônia para Sempre | Venceu    | [ 89 ]              |
| 2010 | Prêmio Contigo! de Teatro                               | Melhor Atriz                                   | A Loba de Ray-Ban              | Venceu    | [ 90 ]              |
| 2011 | Grande Prêmio do Cinema Brasileiro                      | Melhor Atriz                                   | Chico Xavier                   | Indicado  | [ 91 ]              |
| 2011 | Prêmio Qualidade Brasil                                 | Televisão: Melhor Atriz de Série ou Minissérie | Chico Xavier                   | Venceu    | [ 92 ]              |
| 2011 | Melhores do Ano                                         | Melhor Atriz de Novela                         | Fina Estampa                   | Indicado  |                     |
| 2012 | Prêmio Extra de Televisão                               | Melhor Atriz                                   | Fina Estampa                   | Indicado  | [ 93 ]              |
| 2012 | Prêmio Contigo! de TV                                   | Melhor Atriz de Novela                         | Fina Estampa                   | Indicado  | [ 94 ]              |
| 2012 | Troféu Imprensa                                         | Melhor Atriz                                   | Fina Estampa                   | Indicado  | [carece de fontes?] |
| 2012 | Ranking Internacional Benchmarking Sustentável          | Melhor Ambientalista                           | Movimento Amazônia para Sempre | Venceu    | [ 95 ]              |
| 2013 | Global Shift Awards                                     | Melhor Ambientalista                           | Movimento Amazônia para Sempre | Venceu    | [ 96 ]              |
| 2015 | Prêmio Qualidade Brasil                                 | Melhor Atriz Teatral Drama                     | Master Class                   | Venceu    | [ 97 ]              |
| 2016 | Prêmio Quem de Teatro                                   | Melhor Atriz                                   | Master Class                   | Venceu    | [ 98 ]              |
| 2016 | Prêmio Aplauso de Teatro                                | Melhor Atriz (voto popular)                    | Master Class                   | Venceu    | [ 99 ]              |
| 2016 | Prêmio Shell de Teatro                                  | Melhor Atriz                                   | Master Class                   | Venceu    | [ 100 ]             |